# Hydriomena margaritata
Hydriomena margaritata là một loài bướm đêm trong họ Geometridae.